# Hardtwaldstadion
Das Hardtwaldstadion (aufgrund eines Namenssponsorings seit 2023 offiziell GP Stadion am Hardtwald) ist ein Fußballstadion in der baden-württembergischen Gemeinde Sandhausen. Es liegt am südlichen Ortsausgang am Rande der Schwetzinger Hardt, dem nördlichsten Teil des Hardtwaldes, und ist die Heimat des SV Sandhausen, der Eigentümer des Stadions ist.

## Geschichte
Das Stadion wurde im Jahre 1951 eröffnet, damals noch mit einem Sandplatz. Zehn Jahre später wurde erstmals ein Spielfeld aus Naturrasen verlegt. 1987/88 wurde die überdachte Tribüne gebaut. Unter der Tribüne befindet sich neben den Sanitäranlagen, den Presseräumen und den Vorstandsbüros auch eine kleine Wohnung, welche als Übernachtungsmöglichkeit für Testspieler genutzt wird. In der Saison 2001/02 wurde eine Flutlichtanlage installiert, die die Richtlinien für die 2. Fußball-Bundesliga erfüllt. Im Sommer 2008 wurde das Stadion an die Richtlinien für die neue 3. Liga angepasst. So wurde provisorisch eine Stahlrohrtribüne mit 2500 Sitzplätzen erstellt, ein V.I.P.-Haus gebaut, eine Videoleinwand installiert sowie die Einrichtungen für Presse und Polizei erweitert. Das Hardtwaldstadion hatte damit ein Fassungsvermögen von 10.231 Plätzen, davon 2954 überdachte Sitzplätze.
Anlässlich des Aufstiegs des Vereins in die zweite Bundesliga wurde das Stadion im Sommer 2012 durch den Bau zweier zusätzlicher Tribünen beidseitig der Haupttribüne auf ein Fassungsvermögen von ca. 12.100 Zuschauern vergrößert. Die östliche Erweiterung umfasst 377 neue Sitz- und 72 Logenplätze, die westliche 1500 Stehplätze. Außerdem wurden weitere bauliche Erweiterungen vorgenommen sowie eine Rasenheizung eingebaut. Die Gesamtkosten beliefen sich auf etwa 3,6 Mio. Euro. Da dem Verein der Klassenerhalt in der Saison 2013/14 gelungen war, wurde gemäß den Regularien der DFL das Fassungsvermögen zur neuen Saison auf 15.300 Zuschauer erweitert. Hierfür wurde eine Stehplatztribüne hinter dem westlichen Tor sowie eine Tribüne mit Sitz- und Stehplätzen auf der Gegengeraden errichtet.
Der Bau eines neuen, 20.000 Zuschauer fassenden Stadions, etwa am anderen Ortsende in Richtung Schwetzingen, war für die fernere Zukunft angedacht, jedoch wurden diese Pläne nicht weiter verfolgt, da ein zu großer finanzieller Aufwand damit verbunden war.
Erstmals nach der Erweiterung ausverkauft war das Stadion im Zweitligaspiel gegen den 1. FC Kaiserslautern am 31. März 2013. Gleichzeitig wurde der bisherige offizielle Rekord von 11.300 Zuschauern vom DFB-Pokalspiel gegen Borussia Dortmund vom 30. Juli 2011 überboten. Nach Angabe eines Vorstandsmitglieds des Vereins sollen aber mit knapp 13.000 noch mehr Zuschauer das Pokalspiel gegen den VfB Eppingen am 15. Februar 1975 gesehen haben. Im Sommer 2014 wurden zwei weitere Tribünen errichtet, 2016 entstand der sogenannte BusinessTurm. Dieser kann außerhalb der Spieltage als Eventlocation genutzt werden.
Im Hardtwaldstadion fanden mehrere Länderspiele deutscher Jugendnationalmannschaften statt, darunter gegen die Niederlande und gegen Frankreich. Zuletzt gelang der U19 am 8. August 2010 im Rahmen der Qualifikation für die U-19-Fußball-Europameisterschaft 2011 ein 10:0-Erfolg gegen Andorra. Während der Fußball-Weltmeisterschaft 2006 diente die Anlage der im benachbarten Walldorf untergebrachten Nationalmannschaft von Costa Rica als Trainingsgelände. Ein in diesem Zusammenhang organisiertes Freundschaftsspiel gegen eine regionale Fußballauswahl aus der Kurpfalz konnte letztere mit 3:2 für sich entscheiden. Die Frauennationalmannschaft bestritt hier im Oktober 2015 ein EM-Qualifikationsspiel gegen die Auswahl der Türkei, welches 7:0 gewonnen wurde.
Eingegangen in die Fußball-Geschichte ist das Stadion am 27. August 1995. An jenem Sonntag besiegte der SV Sandhausen die Bundesligamannschaft des VfB Stuttgart in der ersten Runde des DFB-Pokals im Elfmeterschießen mit 13:12. Dies war das längste Elfmeterschießen in der Geschichte des Wettbewerbs.

## Namenssponsoring
Im März 2017 erwarb die BWT AG, ein Hersteller von Spezialchemie und Systemen zur Wasseraufbereitung, bis 2020 die Namensrechte an dem Stadion, das anschließend offiziell BWT-Stadion am Hardtwald hieß.
Nach dem Abstieg in die 3. Liga wurde der Vertrag mit der BWT AG nicht fortgeführt, da das Unternehmen sein Sponsoring-Portfolio neu ausrichten wolle. Zur Saison 2023/24 wurde die GP Gölz Paletten GmbH aus Zweibrücken neuer Namensgeber, sodass das Stadion offiziell in GP Stadion am Hardtwald umbenannt wurde. Der Vertrag läuft „langfristig“.